# تاریخ نظامی کره
تاریخ نظامی کره هزاران سال قدمت دارد که با ملت باستانی گوچوسون آغاز شده و تا به امروز با کشورهای کره شمالی و کره جنوبی ادامه دارد و به خاطر پیروزی‌های موفقیت‌آمیز فراوانش بر مهاجمان قابل توجه است.
کره در طول تاریخ خود، رهبران استثنایی متعددی را به خود دیده است که پیروزی‌های چشمگیری در برابر دشمنان از نظر عددی برتر به دست آورده‌اند. رهبران مشهوری که به خاطر دفاع از کره در برابر تهاجمات خارجی مورد تقدیر قرار گرفته‌اند عبارتند از: اولچی موندوک از گوگوریو، که سلسله چینی سویی را در طول جنگ گوگوریو-سویی شکست داد؛ یونگه سومون از گوگوریو، که امپراتور تایزونگ از سلسله چینی تانگ را در طول جنگ گوگوریو-تانگ شکست داد؛ یانگ مانچون و کانگ ایسیک که در در دفاع از گوگوریو به خصوص در قلعه آنسی و لیائودونگ و شکست دادن ارتش سویی و تانگ، نقش بزرگی در جنگ‌های گوگوریو-تانگ و جنگ‌های گوگوریو-سویی داشتند، شین سونگ گیوم و یو گئوم پیل از سلسله گوریو که رهبران اصلی در تشکیل اتحاد سه پادشاهی بعدی و مطیع ساختن مالگال‌ها و خیتان‌ها بودند، کانگ کام-چان از گوریو، که امپراتوری خیتان را در طول جنگ گوریو-خیتان شکست داد؛ چوی یونگ و یی سونگ گی از گوریو، که در طول تهاجمات دستار قرمزها، دستار قرمزها را شکست دادند؛ و یی سون شین از چوسون، که در طول جنگ ایمجین، ژاپنی‌ها را در دریا شکست داد.
دیگر رهبران برجسته عبارتند از: گوانگ گه‌تو بزرگ از گوگوریو، که از طریق فتوحات، امپراتوری بزرگی در شمال شرقی آسیا ایجاد کرد، و سایر پادشاهی‌های کره‌ای بکجه، شیلا و گایا را مطیع خود ساخت تا اتحاد کوتاهی بین سه پادشاهی کره ایجاد کند؛  امپراتور جانگسو از گوگوریو که چندین کشور  و فرمانداری چینی را نابود کرد و قلمرو آنان را فتح کرد و بکجه و شیلا را در حوالی ۴۸۰ میلادی، تصرف کرد، گئونچوگو از بکجه، که پیونگ یانگ را تصرف کرد و سرزمین‌های فرادریایی را برای کنترل بخش بزرگی از شبه جزیره کره و تسلط بر دریاها تأسیس کرد؛ دائه جویونگ، که بالهه را از خاکستر گوگوریو ایجاد کرد و بسیاری از سرزمین‌های گوگوریو را که در طول جنگ گوگوریو-تانگ از دست داده بود، دوباره فتح کرد؛ جانگ بوگو از شیلای متحد، که یک امپراتوری دریایی ایجاد کرد و فرماندهی یک ناوگان قدرتمند را بر عهده داشت؛ تجو وانگ گان، که سه پادشاهی بعدی کره را متحد کرد و گوریو را به عنوان جانشین گوگوریو تأسیس کرد؛ و یون کوان از گوریو، که جورچن‌ها را شکست داد و ۹ قلعه در منچوری ساخت.
در طول جنگ سرد، نیروهای کره جنوبی به‌طور فعال در جنگ ویتنام شرکت کردند و پس از ایالات متحده، دومین نیروی نظامی خارجی بزرگ را تشکیل دادند. کره شمالی همچنین در طول جنگ سرد در حمایت از بلوک کمونیست، سرباز، تجهیزات نظامی و مشاور به چندین درگیری از جمله جنگ یوم کیپور، جنگ داخلی اتیوپی و جنگ بوش اوگاندا اعزام کرد.
امروزه، کره شمالی و کره جنوبی هر دو برخی از بزرگ‌ترین و مرگبارترین ارتش‌های جهان را در اختیار دارند. از یک سو، کره شمالی به‌طور گسترده مظنون به داشتن سلاح‌های هسته‌ای و همچنین سایر سلاح‌های کشتار جمعی است. کره جنوبی، به نوبه خود، مجهز به یک ارتش متعارف پیشرفته با سلاح‌های پیشرفته است. کره جنوبی در حال حاضر در چندین مأموریت حفظ صلح سازمان ملل در سراسر جهان خدمت می‌کند. ارتش کره جنوبی از اتحادهای نظامی با سایر کشورها، به ویژه ایالات متحده، برخوردار است.